# Lista de canções número um na Top 50 Streaming em 2021
Esta é uma lista de canções que atingiram o número um da tabela musical Top 50 Streaming em 2021. A lista é publicada mensalmente pela Pro-Música Brasil, que recolhe os dados elaborados e compilados pela empresa BMAT Music Innovators e divulga as cinquenta faixas mais executadas nas plataformas musicais de streaming Spotify, Apple Music, Napster, Amazon Music e Deezer.

## Histórico
| † | Indica o single mais executado de 2021 nas plataformas de streaming. |

| Mês       | Canção                               | Artista                                                   | Ref.        |
| --------- | ------------------------------------ | --------------------------------------------------------- | ----------- |
| Janeiro   | "Meia Noite (Você Tem Meu Whatsapp)" | Tarcísio do Acordeon                                      | [ 2 ] [ 3 ] |
| Fevereiro | "Esquema Preferido"                  | DJ Ivis (com a participação de Tarcísio do Acordeon)      | [ 4 ] [ 5 ] |
| Março     | "Batom de Cereja"                    | Israel & Rodolffo                                         | [ 6 ]       |
| Abril     | "Batom de Cereja"                    | Israel & Rodolffo                                         | [ 7 ]       |
| Maio      | "Batom de Cereja"                    | Israel & Rodolffo                                         | [ 8 ]       |
| Junho     | "Bipolar"                            | MC Davi (com a participação de MC Pedrinho e MC Don Juan) | [ 9 ]       |
| Julho     | "Meu Pedaço de Pecado"               | João Gomes                                                | [ 10 ]      |
| Agosto    | "Meu Pedaço de Pecado"               | João Gomes                                                | [ 11 ]      |
| Setembro  | "Meu Pedaço de Pecado"               | João Gomes                                                | [ 12 ]      |
| Outubro   | "Arranhão"                           | Henrique & Juliano                                        | [ 13 ]      |
| Novembro  | "Esqueça-Me Se For Capaz"            | Marília Mendonça, Maiara & Maraisa                        | [ 14 ]      |
| Dezembro  | "Esqueça-Me Se For Capaz"            | Marília Mendonça, Maiara & Maraisa                        | [ 15 ]      |